# Karl Weinhofer
Karl Weinhofer (* 8. Oktober 1942 in Gießhübel, Reichsgau Sudetenland) ist ein ehemaliger deutscher Politiker (SPD).

## Leben
Der Sohn eines Oberförsters leistete nach dem Abitur 1962  am Willibald-Gymnasium in Eichstätt von 1962  bis 1964 seinen Wehrdienst im Pionierbataillon 4 in Bogen ab. Er wurde als Leutnant der Reserve entlassen. Anschließend studierte er an der Technischen Universität München und an der Hochschule für Politische Wissenschaften München. 1969 legte er das zweite Staatsexamen ab. Anschließend war er ab 1970 in Nürnberg als Berufsschullehrer tätig, zuletzt als Oberstudienrat.
1970 trat Weinhofer in die SPD ein. 1977 wurde er Vorsitzender des SPD-Unterbezirks Ingolstadt. 1978 trat er erfolglos bei der Wahl zum Bayerischen Landtag im Landkreis Neuburg-Schrobenhausen an. Von 1978 bis 1980 war er Mitglied des Stadtrates von Eichstätt; außerdem gehörte er dem Kreistag des Landkreises Eichstätt an.
1980 und 1983 wurde Karl Weinhofer jeweils über die Landesliste Bayern in den Deutschen Bundestag gewählt, wo er u. a. dem Ausschuss für Arbeit und Sozialordnung sowie dem Ausschuss für Bildung und Wissenschaft angehörte. 1983 machte Jürgen Leinemann den „Hinterbänkler“ zur Zentralfigur einer dreiteiligen Serie im Nachrichtenmagazin Der Spiegel. Ein Zitat von ihm wurde national wie international mehrfach abgedruckt: 

„Die Menschen sind grob in drei Kategorien zu unterteilen: Die Wenigen, die dafür sorgen, daß etwas geschieht, die Vielen, die zuschauen, wie etwas geschieht, und die überwältigende Mehrheit, die keine Ahnung hat, was überhaupt geschieht.“

Nach der Bundestagswahl 1987 schied Weinhofer, der im Kampf um ein Direktmandat im Bundestagswahlkreis Ingolstadt stets gegen Horst Seehofer (CSU) verloren hatte, aus dem Bundestag aus. Er unternahm zunächst einige Weltreisen und war anschließend für kurze Zeit wieder an einer Berufsschule in Nürnberg tätig, schied dann aber vorzeitig aus dem Schuldienst aus und betätigte sich im Immobilien- und Antiquitätengeschäft. Im Oktober 1990 rückte er kurz vor der nächsten Bundestagswahl noch einmal für zwei Monate in den Bundestag nach, als Konrad Porzner sein Mandat niederlegte und Präsident des Bundesnachrichtendienstes wurde.
Weinhofer ist katholisch, geschieden, hat vier erwachsene Kinder und lebt in Eichstätt.